# Калифорнийская чайка
Калифорнийская чайка (лат. Larus californicus) — вид птиц из семейства чайковых (Laridae), обитающий в Северной и Центральной Америке.
Взрослые птицы напоминают внешним видом серебристую чайку (Larus argentatus), но имеют меньший жёлтый клюв с чёрным кольцом, жёлтые ноги и более круглую голову. Тело преимущественно белое, с серыми спиной и верхней частью крыльев. Молодые птицы также напоминают серебристых чаек, но имеют коричневое оперение.
Гнездятся на озёрах и болотах континентальной Северной Америки, от Северо-Западных территорий (Канада) до восточной Калифорнии и Колорадо. Гнездятся в колониях, часто вместе с другими птицами. Гнездо представляет собой неглубокую ямку, устланную травой и перьями. Самка откладывает 2—3 яйца. Кормят птенцов оба родителя.
Это мигрирующие птицы, перелетающие на зиму до тихоокеанского побережья. Обычно только в течение этого времени птиц можно увидеть в западной Калифорнии.